# 陆章铨
陆章铨（1930年2月16日—2019年8月19日），台灣、香港建築業、酒店業企業家、慈善家。現任台湾建筑投资商业同业公会理事长、台湾中邑产业开发股份有限公司董事长等職。

## 簡介
祖籍浙江餘姚陆埠镇，今屬寧波市管轄。1930年，生於十五岙，是浙東一小山村。1948年，隨家人赴台灣經商。曾先後辦過照相館、禮品店。後經營餐飲業，開辦有西餐廳、咖啡廳，同是也是宁波商帮的著名代表人物。曾经是浙江前五首富。
20世紀60年代初，台灣基礎設施建設蓬勃發展，創立“大业”、“雷虎”等土地建设开发公司，投资台灣新興的房地产業和建筑业，在70年代是台中首富，被誉为台中房地产和建筑业的翘楚。
20世紀80年代初赴香港經營實業，任香港美联投资有限公司董事长。1988年，首次回中國大陸探親，於是決定投資大陸土地發發和酒店業。現任太平洋集團總裁、董事長。 開設“阳明温泉山庄”，為著名度假村，寧波洲際酒店，寧波太平洋大酒店，寧波世貿大廈等總多產業。
成立太平洋慈善基金会，從事慈善，曾捐款數千萬人民幣致力中國大陸教育衛生事業。捐建孝友小学，捐建余姚中學校舍等。

## 榮譽
- 1994年，寧波市榮譽市民[1]
- 1997年，浙江省愛鄉楷模[3]